# Inger Edelfeldt
Inger Edelfeldt (ur. 1956 w Sztokholmie) – szwedzka pisarka, ilustratorka i graficzka.
Od wczesnego dzieciństwa wymyślała historie, które opowiadała bliskim. Od czasów szkolnych współpracowała z wydawnictwami, tworzyła komiksy, wiersze, opowiadania, książki dla dzieci i powieści. Od 1976 pracowała jako rysownik, jej inspiracją była twórczość Leonarda Da Vinci, Arthura Rackhama i Maurice Sendaka. W 1985 w USA i Wielkiej Brytanii ukazał się Kalendarz Tolkiena ilustrowany akwarelami Inger Edelfeldt.
Jej debiutem literackim było wydane w 1977 opowiadanie „Jim w lustrze” (org: „Duktig pojke”), które przedstawia dorastanie szwedzkiego chłopca, który odróżnia się od swoich rówieśników zainteresowaniami i dobrymi wynikami w nauce. W okresie dojrzewania odkrywa, że jest gejem i podejmuje próbę życia zgodnie z orientacją seksualną bez oszukiwania siebie i otoczenia. Opowiadanie to jest uznawane za jedne z pierwszych w Szwecji traktujących o coming-oucie i naturze homoseksualizmu. W 1986 „Jim w lustrze” był nominowany do Niemieckiej Nagrody Literackiej, którą w 1989 otrzymało opowiadanie „Listy do królowej nocy”. W 1995 zrealizowano serial telewizyjny oparty na opowiadaniu Inger Edelfiedlt „Julia i ja” (org. „Julia och jag”). W 1996 powieść została wydana przez Wydawnictwo Marcin Erdmann. Autorem przekładu jest Zbysław Erdmann.

## Nagrody i odznaczenia
- 1987 - Niemiecka Nagroda Literacka
- 1989 – Szwedzka Nagroda Promocji Literatury[1]
- 1991 - Nagroda Literacka dziennika Svenska Dagbladet
- 1993 - Nagroda Literacka ABF
- 1995 - Nagroda Kulturalna Göteborgs-Postens
- 1995 - Odznaka Nilsa Holgerssona[2]
- 1996 – Karl Vennbergs pris (50 000 koron szwedzkich)[3]
- 1996 - Nagroda Doblouga
- 1997 - Osobista Nagroda Ivara Lo-Johanssona
- 1998 - Nagroda Ludviga Nordströma
- 2022 – Nagroda literacka Towarzystwa Selmy Lagerlöf[4]